# Comuna Remeți, Maramureș
Remeți (în ucraineană Ремета, în maghiară Pálosremete, în germană Remetz) este o comună în județul Maramureș, Transilvania, România, formată din satele Piatra, Remeți (reședința) și Teceu Mic.

## Administrație
Comuna Remeți este administrată de un primar și un consiliu local compus din 13 consilieri. Primarul, Ivan-Claudiu Brinzanic[*], de la Uniunea Ucrainenilor din România[*], este în funcție din 1 noiembrie 2024. Începând cu alegerile locale din 2024, consiliul local are următoarea componență pe partide politice:
|  | Partid                           | Consilieri | Componența Consiliului | Componența Consiliului | Componența Consiliului | Componența Consiliului | Componența Consiliului |
|  | -------------------------------- | ---------- | ---------------------- | ---------------------- | ---------------------- | ---------------------- | ---------------------- |
|  | Uniunea Ucrainenilor din România | 5          |                        |                        |                        |                        |                        |
|  | Partidul Național Liberal        | 4          |                        |                        |                        |                        |                        |
|  | Partidul Social Democrat         | 3          |                        |                        |                        |                        |                        |
|  | Partidul Mișcarea Populară       | 1          |                        |                        |                        |                        |                        |

| Mandat       | Primar                       | Viceprimar                             |
| ------------ | ---------------------------- | -------------------------------------- |
| 2004-2005    | Halas Ștefan (PD)            | Șofineți Petru (PSD)                   |
| 2005-2006    | -                            | Șofineți Petru (PSD)(primar interimar) |
| 2006-2008    | Dumnici Toader (PNG)         | Șofineți Petru (PSD)                   |
| 2008-2012    | Sofineti Petru (PSD)         | Duruttya Ștefan (PNL)                  |
| 2012-2016    | Șofineți Petru (USL)         | Duruttya Ștefan (USL)                  |
| 2016-2020    | Șofineți Petru (PSD)         | Dumnici Toader (PNL)                   |
| 2020-Prezent | Brinzanic Ivan Claudiu (UUR) |                                        |

## Demografie
Componența etnică a comunei Remeți
     Ucraineni (70,14%)
     Români (19,05%)
     Maghiari (5,57%)
     Romi (1,31%)
     Alte etnii (0,13%)
     Necunoscută (3,79%)
Componența confesională a comunei Remeți
     Ortodocși (71,72%)
     Romano-catolici (5,97%)
     Adventiști (4,76%)
     Penticostali (3,35%)
     Greco-catolici (2,68%)
     Creștini de rit vechi (1,88%)
     Creștini după evanghelie (1,81%)
     Martori ai lui Iehova (1,01%)
     Alte religii (2,08%)
Conform recensământului efectuat în 2021, populația comunei Remeți se ridică la 2.981 de locuitori, în scădere față de recensământul anterior din 2011, când fuseseră înregistrați 3.040 de locuitori. Majoritatea locuitorilor sunt ucraineni (70,14%), cu minorități de români (19,05%), maghiari (5,57%) și romi (1,31%), iar pentru 3,79% nu se cunoaște apartenența etnică. Din punct de vedere confesional, majoritatea locuitorilor sunt ortodocși (71,72%), cu minorități de romano-catolici (5,97%), adventiști (4,76%), penticostali (3,35%), greco-catolici (2,68%), creștini de rit vechi (1,88%), creștini după evanghelie (1,81%), martori ai lui Iehova (1,01%) și altele (1,14%), iar pentru 4,73% nu se cunoaște apartenența confesională.